# Thunder in My Heart (TV-serie)
Thunder in My Heart är en svensk TV-serie från 2021, skapad av Amy Deasismont. Serien hade premiär på streamingtjänsten Viaplay den 20 juni 2021. TV-serien vann Kristallen 2023 som "årets unga dramaserie". Serien har gjorts i två säsonger. 2024 meddelades att serien skulle streamas via Netflix.
I huvudrollerna syns Amy Deasismont, Alexander Abdallah, Julia Lyskova, Max Ulveson, Malin Persson, Gustaf Hammarsten och Helen Sjöholm. Serien är uppkallad efter en Leo Sayer-låt från 1977 med samma namn. Deasismont vann Kristallen 2021 i kategorin årets kvinnliga skådespelerska i en tv-produktion för sin medverkan i serien.

## Handling
Serien handlar om ett tajt kompisgäng som får uppleva humor, sorg och kärlek när de tillsammans har fyllt 20 år. Deras vänskapsband sätts på prov och mycket händer som ger en förvånande njutning.

## Rollista (i urval)
| - Amy Deasismont – Sigrid - Alexander Abdallah – Sam - Julia Lyskova – Antonia - Max Ulveson – Edwin - Malin Persson – Janice - Gustaf Hammarsten – Stefan - Helen Sjöholm – Annika - Simon Korkis Malki – Alex - Benjamin Shaps – Benjamin | - Siham Shurafa – Eva - Anna Thiam – Mäklaren Petra - Uje Brandelius – Gunnar - Julia Marko-Nord – Pernilla - Christian Sundgren – Rasmus - Hani Ihssan Abdallah – Zayn - Maia Hansson Bergqvist – Louise - Fredric Odenborg – Wille - Odin Romanus – Lukas |

## Mottagande
Serien mottogs väl av kritikerkåren. DN:s Jacob Lundström skrev bland annat att "Det är en serie som hjärtbultande forcerar sig fram till en röst, där både klagosången och glädjetjuten är värda att lyssna på." Den har jämförts med Lena Dunhams Girls.
Deasismont nominerades till Kristallen och fick Bo Widerberg-stipendiet för sitt arbete med serien.